# Riedelia maculata
Riedelia maculata är en enhjärtbladig växtart som beskrevs av Theodoric Valeton. Riedelia maculata ingår i släktet Riedelia och familjen Zingiberaceae. Inga underarter finns listade i Catalogue of Life.